# Kinderhospiz St. Petersburg
Die Medizinische Einrichtung „Kinderhospiz“ (russisch Медицинское учреждение «Детский хоспис») ist eine Non-Profit-Institution der pädiatrischen Palliativversorgung für Minderjährige unter 18 Jahren. Es ist das erste Kinderhospiz in Russland.
Das St. Petersburger Kinderhospiz hat zwei Einrichtungen in St. Petersburg. Das Kinderhospiz bietet körperliche, psychische, soziale und spirituelle Unterstützung und Begleitung für Kinder mit schweren und unheilbaren Krankheiten an.

## Geschichte
Das St. Petersburger Kinderhospiz begann seine Arbeit im Jahr 2003 unter der Leitung von Erzpriester Alexander Tkatschenko. Im Jahr 2010 wurde das Kinderhospiz zur ersten staatlichen Institution der pädiatrischen Palliativversorgung in Russland. Die erste stationäre Einrichtung wurde im „Kurakina Datscha“-Gebäude eröffnet, dem ehemaligen Waisenhaus „Nikolajewskij“. Die zweite Einrichtung für Kinder aus dem Verwaltungsgebiet Leningrad und anderen Regionen Russlands entstand im Dorf Olgino im Kurort-Stadtteil von St. Petersburg.
Zu Beginn seiner Arbeit war das Kinderhospiz ein Besuchsdienst, der aus Ärzten, Sozialpädagogen, Krankenschwestern und Psychologen bestand. Ziel war es, die ambulante Versorgung für unheilbar kranke Kinder und ihre Familien zu gewährleisten.
Das St. Petersburger Kinderhospiz diente als Modell für die Einrichtung solcher Institutionen in der Stadt und dem Verwaltungsgebiet Moskau sowie in anderen Regionen Russlands.
Der Eröffnung einer stationären Einrichtung in St. Petersburg gingen sieben Jahre der Arbeit der Hospiz-Mitarbeiter voran. Am 1. Juni 2010, an seinem siebten Geburtstag, öffnete das St. Petersburger Kinderhospiz die Türen eines „Märchenhauses“ für schwerkranke Kinder.

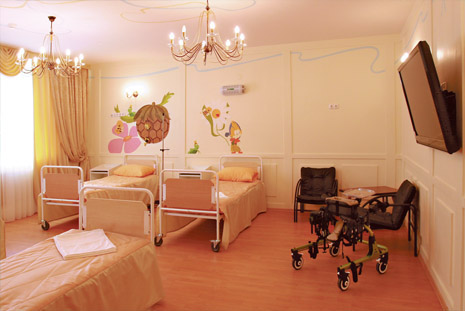
Eines der Krankenzimmer auf der Tag-und-Nacht-Pflegestation

Am 21. November 2011 wurde das föderale Gesetz 323 „Grundlagen des Gesundheitsschutzes in der Russischen Föderation“ verabschiedet, in welches der Artikel 36 „Medizinische Palliativhilfe“ durch die Initiative des St. Petersburger Kinderhospizes eingefügt wurde. Die Kinderhospiz-Mitarbeiter waren an der Ausarbeitung methodischer Materialien für Fachkräfte und Eltern beteiligt.
In den Jahren 2012–2013 wurden in den Verwaltungsgebieten Leningrad und Moskau mehrere Zentren für medizinische Palliativversorgung unter der Schirmherrschaft des Kinderhospizes St. Petersburg eröffnet.
Im Jahr 2011 wurde der Gründer des Kinderhospizes, Erzpriester Alexander Tkatschenko, durch die Andreas-der-Erstberufene-Stiftung mit dem Preis „Für Glauben und Treue“ ausgezeichnet. Im März 2013 erhielten Tkatschenko und der Exekutivdirektor des Kinderhospizes Pavel Krupnik die Ehrenurkunden des Föderationsrats, des Oberhauses der Föderalen Versammlung der Russischen Föderation. Tkatschenko erhielt 2014 vom russischen Präsidenten Wladimir Putin im Kreml die staatliche Auszeichnung „Für Wohltätigkeit“.

## Struktur des Kinderhospizes

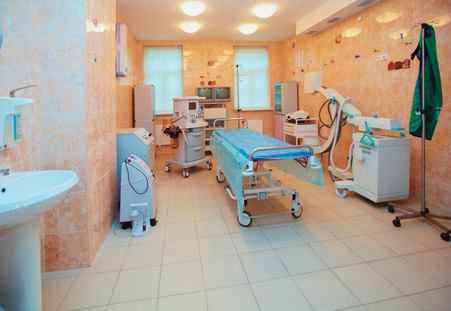

Der Besuchsdienst des St. Petersburger Kinderhospizes ist seit seiner Gründung tätig. Das Ziel des Dienstes besteht darin, die Familien, die durch das Hospiz betreut werden, durch regelmäßige Besuche von Ärzten, Krankenschwestern, Psychologen und Sozialpädagogen zu unterstützen und medizinische, pflegerische und psychologische Beratung und Hilfe zu leisten. Der Dienst betreut etwa 300 Kinder in St. Petersburg und im Verwaltungsgebiet Leningrad.
Die Tag-und-Nacht-Pflegestation ist für die Rund-um-die-Uhr-Betreuung von 20 Patienten sowie 10 Patienten der Tagespflegestation ausgelegt. Der Aufenthalt eines Kindes auf der Pflegestation dient dazu, den Gesundheitszustand des Kindes zu stabilisieren und nach Möglichkeit zu verbessern sowie den pflegenden Angehörigen eine Erholungsmöglichkeit anzubieten. In der Tagespflegestation steht den Kindern das gleiche Leistungsspektrum zur Verfügung wie in der Tag-und-Nacht-Pflegestation, aber sie bleiben im Hospiz nicht über Nacht.
Die Intensivstation besteht aus Krankenzimmern, die für die Rund-um-die-Uhr-Beobachtung der Kinder im Terminalzustand bestimmt sind.

## Verwaltung
Der Direktor des St. Petersburger Kinderhospizes ist Alexander Tkatschenko, Erzpriester der russisch-orthodoxen Kirche. Er gilt auch als der hauptsächliche Initiator für den Aufbau der pädiatrischen Palliativhilfe als eigene Fachrichtung der russischen Medizin.

## Finanzierung
Laut Angaben aus dem Jahr 2013 weist der Stadthaushalt der St. Petersburger Staatlichen Autonomen Gesundheitseinrichtung „Kinderhospiz“ rund 50 Millionen Rubel im Jahr zu. Die gemeinnützige medizinische Einrichtung „Kinderhospiz“ finanziert sich ausschließlich durch Spenden.

## Galerie

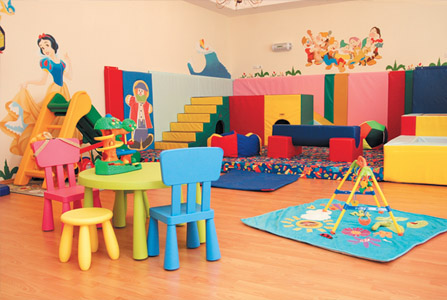
Tagespflegestation
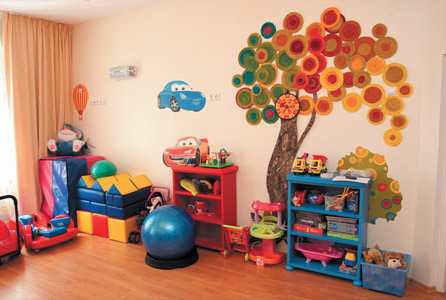
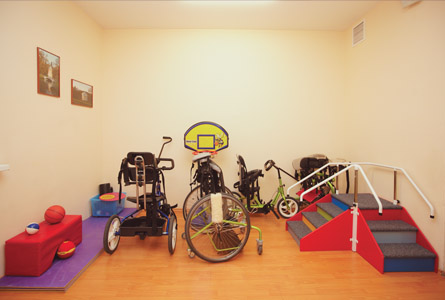
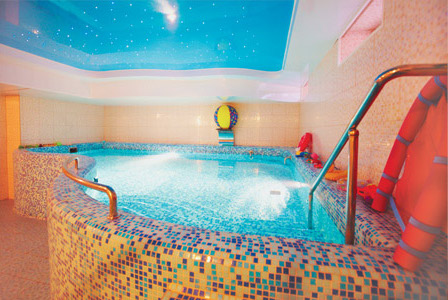
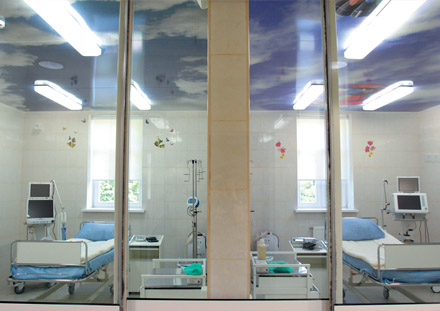
Intensivstation
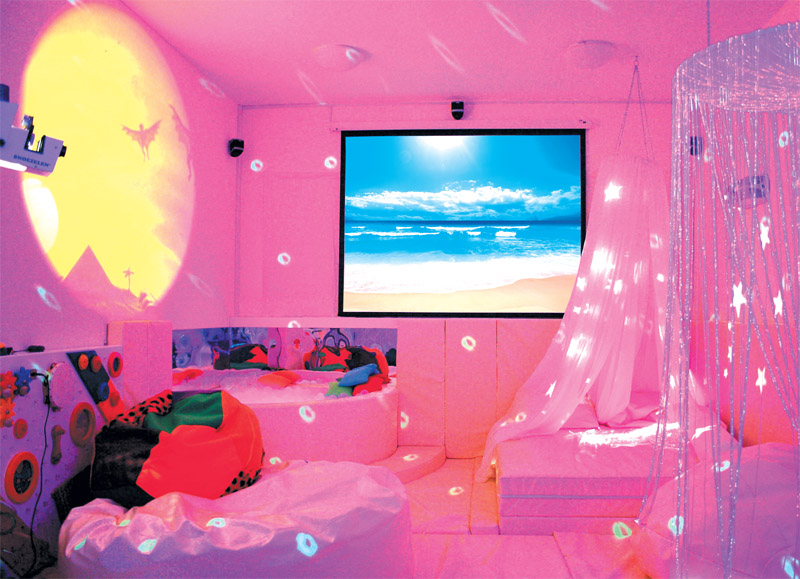
Sensorikraum
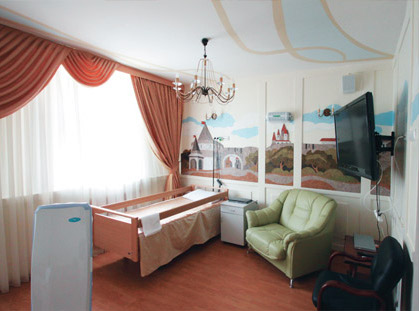